# MBxd2

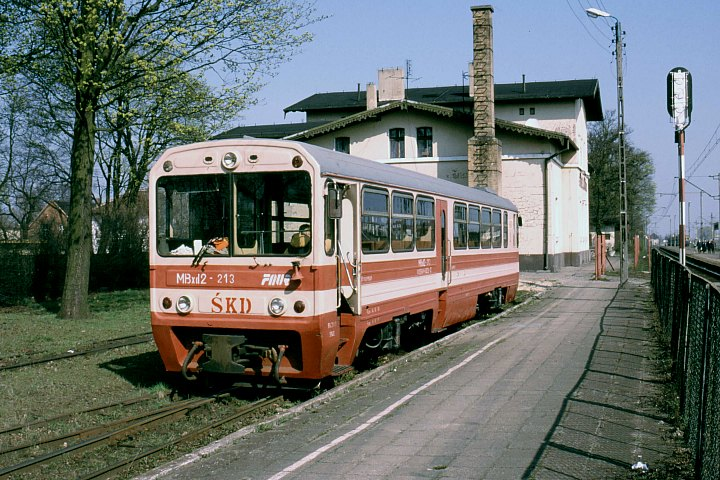
Wagon silnikowy MBxd2-213 Śmigielskiej Kolei Dojazdowej w Starym Bojanowie Wąsk.

MBxd2 (typ A20D-P) – wąskotorowy wagon spalinowy produkowany w latach 1984–86 przez zakłady FAUR w Bukareszcie. Powstały 32 egzemplarze tego pojazdu. Wagony serii MBxd2 (jak również ich wagony doczepne – seria Bxhpi) ze względu na kraj pochodzenia często nazywane są „rumunami”.

## Historia

### Geneza
Koleje wąskotorowe w Polsce już od lat 50. były stopniowo likwidowane. Do tego procesu przyczyniło się wiele różnych czynników, takich jak np. rozwój motoryzacji. Dodatkowym czynnikiem powodującym likwidacje i ograniczenia w ruchu kolei wąskotorowych był fatalny stan infrastruktury i taboru, w dużej mierze mocno przestarzałego, pochodzącego nawet sprzed II wojny światowej. W celu zapobiegnięcia likwidacji wszystkich kolei wąskotorowych, w 1983 roku Ministerstwo Komunikacji zakupiło w Rumunii w Zakładach Metalowych „23 August” w Bukareszcie 32 sztuki wagonów motorowych oznaczonych później serią MBxd2 oraz 100 wagonów doczepnych oznaczonych serią Bxhpi. Wagony doczepne przeznaczone były specjalnie do wagonów motorowych i tworzyły z nimi spalinowy zespół trakcyjny A20D-P. Transakcję poprzedziło dostarczenie dwóch pojazdów testowych.

### Produkcja i testy
W 1984 roku rumuńskie zakłady zbudowały dwa testowe wagony, które zostały skierowane do Gryfic i Piaseczna. Egzemplarze testowe różniły się nieco wyglądem od późniejszych egzemplarzy (m.in. brakiem ryfli – przetłoczeń usztywniających – na ścianach bocznych). Podczas testów wykryto wiele usterek, które zostały usunięte przy budowie kolejnych wagonów. W sumie powstało 12 wagonów motorowych o metrowym rozstawie szyn oraz 20 pojazdów o rozstawie szyn 750 mm, które dostarczono w latach 1984–1987. Wagony przeznaczone na różne szerokości toru różniły się od siebie nie tylko szerokością wózków, ale też zastosowaniem odmiennego przełożenia w przekładni redukcyjnej.

### Eksploatacja

#### 750 mm
Na podstawie i
| Nr boczny | Nr fabr. | Nr inw.         | Rok prod. | Stan                             | Historia                                                                                    |
| --------- | -------- | --------------- | --------- | -------------------------------- | ------------------------------------------------------------------------------------------- |
| 210       | 25114    | 00-390044 820-8 | 1986      | zezłomowany w 1996               | Nowy Dwór Gdański Wąsk. (1986-1996)                                                         |
| 211       | 25115    | 00-390044 821-6 | 1986      | zezłomowany w 1996               | Nowy Dwór Gdański Wąsk. (1986-1996)                                                         |
| 212       | 25116    | 00-390044 822-4 | 1986      | sprawny                          | Nowy Dwór Gdański Wąsk. (1986-1996) Ełk Wąsk. (1996-2004) Nowy Dwór Gdański Wąsk. (od 2004) |
| 213       | 25117    | 00-390044 823-2 | 1986      | sprzedany do Czech w 2006        | Lisewo Wąsk. (1986-1993) Nowy Dwór Gdański Wąsk. (1993-1996) Śmigiel (1996-2006)            |
| 214       | 25118    | 00-390044 824-0 | 1986      | odstawiony                       | Krośniewice (od 1986)                                                                       |
| 215       | 25119    | 00-390044 825-7 | 1986      | odstawiony                       | Krośniewice (1986-2020) Rogów (od 2020)                                                     |
| 216       | 25192    | 00-390044 826-5 | 1986      | sprawny                          | Opalenica Wąsk. (1986-1996) Śmigiel (1996-1999) Pleszew Wąsk. (1999-2018) Zbiersk (od 2018) |
| 217       | 25193    | 00-390044 827-3 | 1986      | odstawiony                       | Krośniewice (od 1986)                                                                       |
| 218       | 25194    | 00-390044 828-1 | 1986      | sprawny                          | Śmigiel (od 1986)                                                                           |
| 219       | 25195    | 00-390044 829-9 | 1986      | odstawiony                       | Krośniewice (od 1986)                                                                       |
| 220       | ?        | 00-390044 830-7 | 1986      | sprawny                          | Lisewo Wąsk. (1986-1993) Nowy Dwór Gdański Wąsk. (1993-1996) Ełk Wąsk. (od 1996)            |
| 221       | ?        | 00-390044 831-5 | 1986      | zezłomowany w 1996               | Lisewo Wąsk. (1986-1993) Nowy Dwór Gdański Wąsk. (1993-1996)                                |
| 222       | ?        | 00-390044 832-3 | 1986      | sprawny                          | Śmigiel (od 1986)                                                                           |
| 223       | ?        | 00-390044 833-1 | 1986      | sprzedany do Czech w 2005        | Śmigiel (1986-2001) Bytom Rozbark (2001-2003) Rudy (2003-2005) Stanica (2005-2005)          |
| 224       | ?        | 00-390044 834-9 | 1986      | sprawny                          | Krośniewice (od 1986)                                                                       |
| 225       | ?        | 00-390044 835-6 | 1986      | odstawiony                       | Opalenica Wąsk. (1986-1996) Ełk Wąsk. (1996-2014) Koszalin Wąsk. (od. 2014)                 |
| 226       | ?        | 00-390044 836-4 | 1986      | sprawny                          | Śmigiel (od 1986)                                                                           |
| 227       | ?        | 00-390044 837-2 | 1986      | zezłomowany w 1997               | Opalenica Wąsk. (1986-1996) Ełk Wąsk. (1996-1997)                                           |
| 228       | ?        | 00-390044 838-9 | 1986      | sprzedany do Rumunii w 2004 roku | Opalenica Wąsk. (1986-1996) Śmigiel (1996-2003) Środa Miasto (2003-2004)                    |
| 229       | ?        | 00-390044 839-8 | 1986      | zezłomowany 2013                 | Krośniewice (1986-2000) Środa Miasto (2000-2001) Śmigiel (2001-2013)                        |

#### 1000 mm
Na podstawie i
| Nr boczny | Nr fabr. | Nr inw.         | Rok prod. | Stan                           | Historia |
| 301       | 24962    | 00-390044 803-0 | 1984      | sprawny                        | Gryfice Wąsk. (od 1985) |
| 302       | 24979    | 00-390044 804-8 | 1984      | odstawiony                     | Piaseczno Wąsk. (1985-1988) Koszalin Wąsk. (1988-1988) Białogard Wąsk. (1988-1992) Dobra Nowogardzkie (1992-2001) Piaseczno Wąsk. (od 2001) |
| 303       | 25071    | 00-390044 805-5 | 1985      | sprzedany do Czech w 2005 roku | Koszalin Wąsk. (1985-1985) Białogard Wąsk. (1985-1988) Koszalin Wąsk. (1988-2005)                                                           |
| 304       | 25072    | 00-390044 806-3 | 1985      | sprawny                        | Koszalin Wąsk. (1985-2001) Dobra Nowogardzkie (2001-2004) Nowy Dwór Gdański Wąsk. (od 2004)                                                 |
| 305       | 25073    | 00-390044 807-1 | 1985      | sprzedany do Czech w 2005 roku | Piaseczno Wąsk. (1985-1988) Koszalin Wąsk. (1988-2005)                                                                                      |
| 306       | 25074    | 00-390044 808-9 | 1985      | zezłomowany w 1996 roku        | Dobra Nowogardzkie (1985-1996) |
| 307       | 25075    | 00-390044 809-7 | 1985      | sprawny                        | Dobra Nowogardzkie (1985-2008) Koszalin Wąsk. (od 2008)                                                                                     |
| 308       | 25076    | 00-390044 810-5 | 1985      | odstawiony                     | Gryfice Wąsk. (1985-1987) Dobra Nowogardzkie (od 1987)                                                                                      |
| 309       | 25077    | 00-390044 811-3 | 1985      | zezłomowany w 1996 roku        | Gryfice Wąsk. (1985-1989) Dobra Nowogardzkie (1989-1996)                                                                                    |
| 310       | 25078    | 00-390044 812-1 | 1985      | sprawny                        | Gryfice Wąsk. (od 1985) |
| 311       | 25190    | 00-390044 813-9 | 1986      | odstawiony                     | Gryfice Wąsk. (1986-2001) MKW Gryfice (2001-2014) Bytom Karb Wąsk. (od 2014)                                                                |
| 312       | 25191    | 00-390044 814-7 | 1986      | zezłomowany w 1999 roku        | Gryfice Wąsk. (1986-1999) |

## Konstrukcja

### Pudło

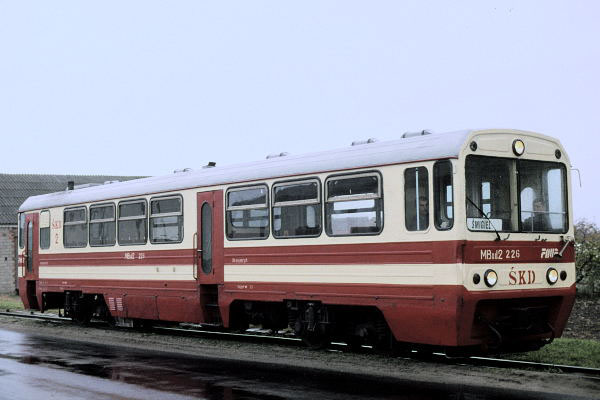
MBxd2 226 w Zieminie, widok z boku

Pudło samonośne, wykonane ze stali. W konstrukcji użyto profili giętych na zimno, a następnie pokrytych blachą. Na obu końcach znajdowała się kabina sterownicza. Po obu bokach były po dwie pary drzwi, jedne do kabiny sterowniczej i drugie wejściowe dla pasażerów. Na każdej ścianie bocznej znajdowało się 7 okien mających 1170 mm szerokości; górna część okna była uchylna, podobnie, jak na dolnym pokładzie wagonów normalnotorowych typu Bhp.

### Wnętrze
Wnętrze składało się z jednego przedsionka oraz dwóch przedziałów: mniejszego 15-miejscowego i większego 24-miejscowego. W większym przedziale znajdowała się ubikacja oraz piec. Siedzenia były w układzie 2+1, czyli układzie typowym dla wagonów osobowych kolei wąskotorowych. Miejsca do siedzenia były wykonane z drewnianych listewek. Dodatkowo wnętrze było wyposażone w półki na bagaż, śmietniki oraz uchwyty dla stojących pasażerów.

### Podwozie i wózki
Wagon został oparty na dwóch dwuosiowych wózkach podwójnie usprężynowanych. Usprężynowanie to miało jednak wielką wadę – powodowało nadmierne bujanie się pojazdu na nierównościach toru. W pojeździe zastosowano hamulec systemu Knorra, hamujący wszystkie osie wagonu oraz piasecznice na wózku napędnym, sypiące piasek zgodnie z kierunkiem jazdy pod koła pierwszej osi wózka. Pod podwoziem zamontowano akumulatory typu 12ES180 o pojemności 180 Ah i napięciu 24 V, zbiorniki paliwa i powietrza do sprężarek oraz chłodnice.

### Napęd
Jednostkę napędzał silnik Diesla D2156HMU produkcji węgierskiej firmy RABA (produkującej silniki między innymi do autobusów marki Ikarus). Silnik posiadał moc 192 KM przy 2100 obrotach na minutę, co teoretycznie pozwalało pojazdowi na ciągnięcie do dwóch wagonów doczepnych, jednakże ze względu na słabe chłodzenie jednostki napędowej do wagonu motorowego dołączano maksymalnie 1 wagon doczepny. Napęd był przenoszony przez przekładnię hydrauliczną typu 16HRS, opracowaną pierwotnie dla maszyn budowlanych.

### Urządzenia sterujące
Nastawnik posiadał 8 pozycji jazdy oraz pozycję zerową; oprócz tego na pulpicie sterowniczym znajdował się nawrotnik pozwalający na zmianę kierunku jazdy oraz dźwignia zmiany biegów. Oprócz urządzeń sterujących na pulpicie znajdowały się również wskaźniki kontrolno-pomiarowe.

## Malowanie

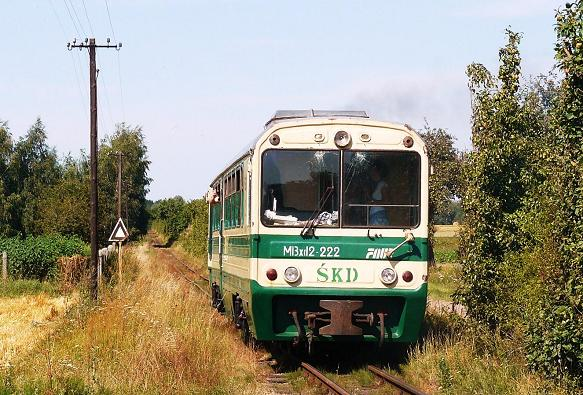
MBxd2-222 w nietypowym malowaniu

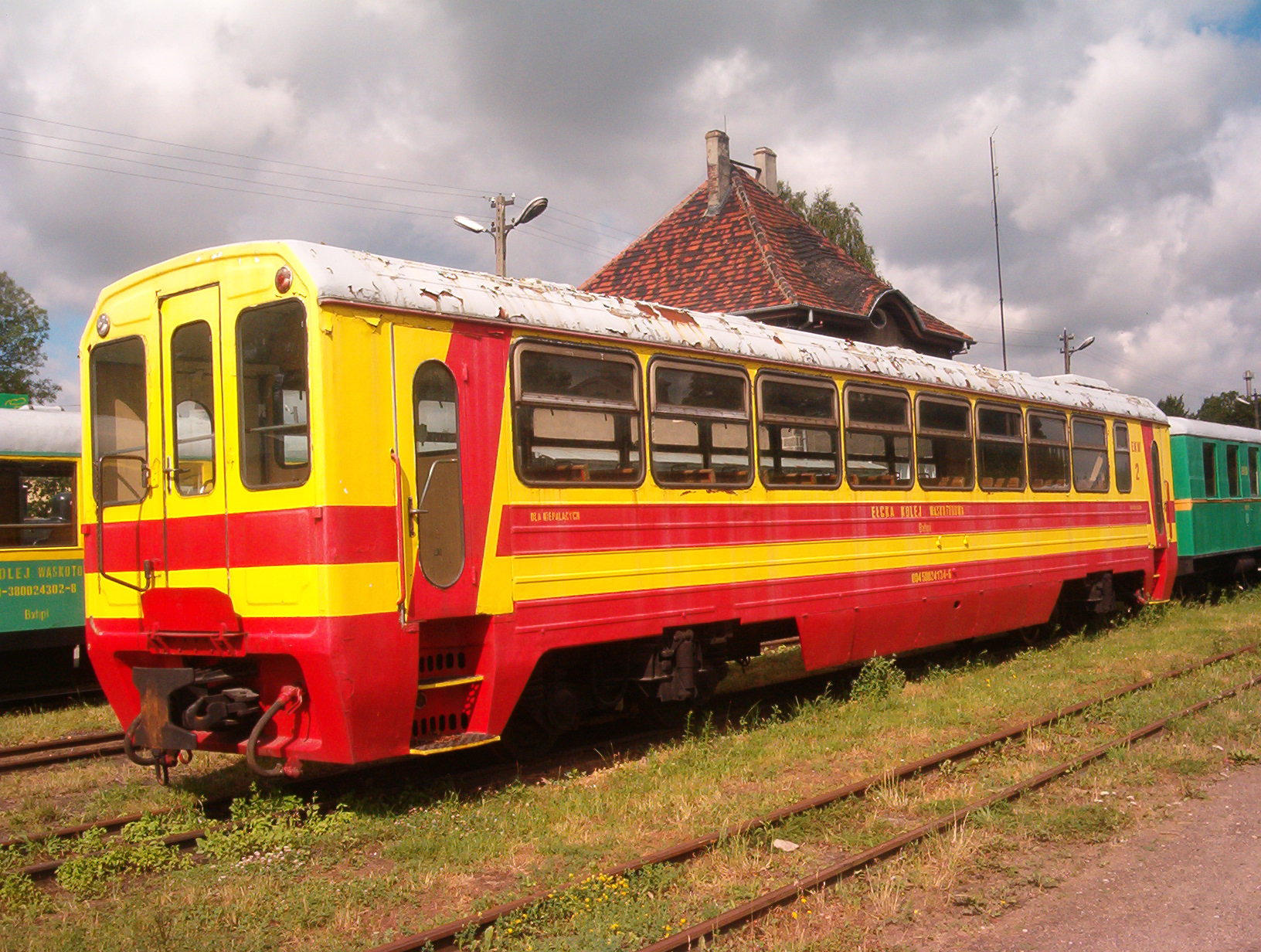
Wagon doczepny w malowaniu Ełckiej Kolei Dojazdowej

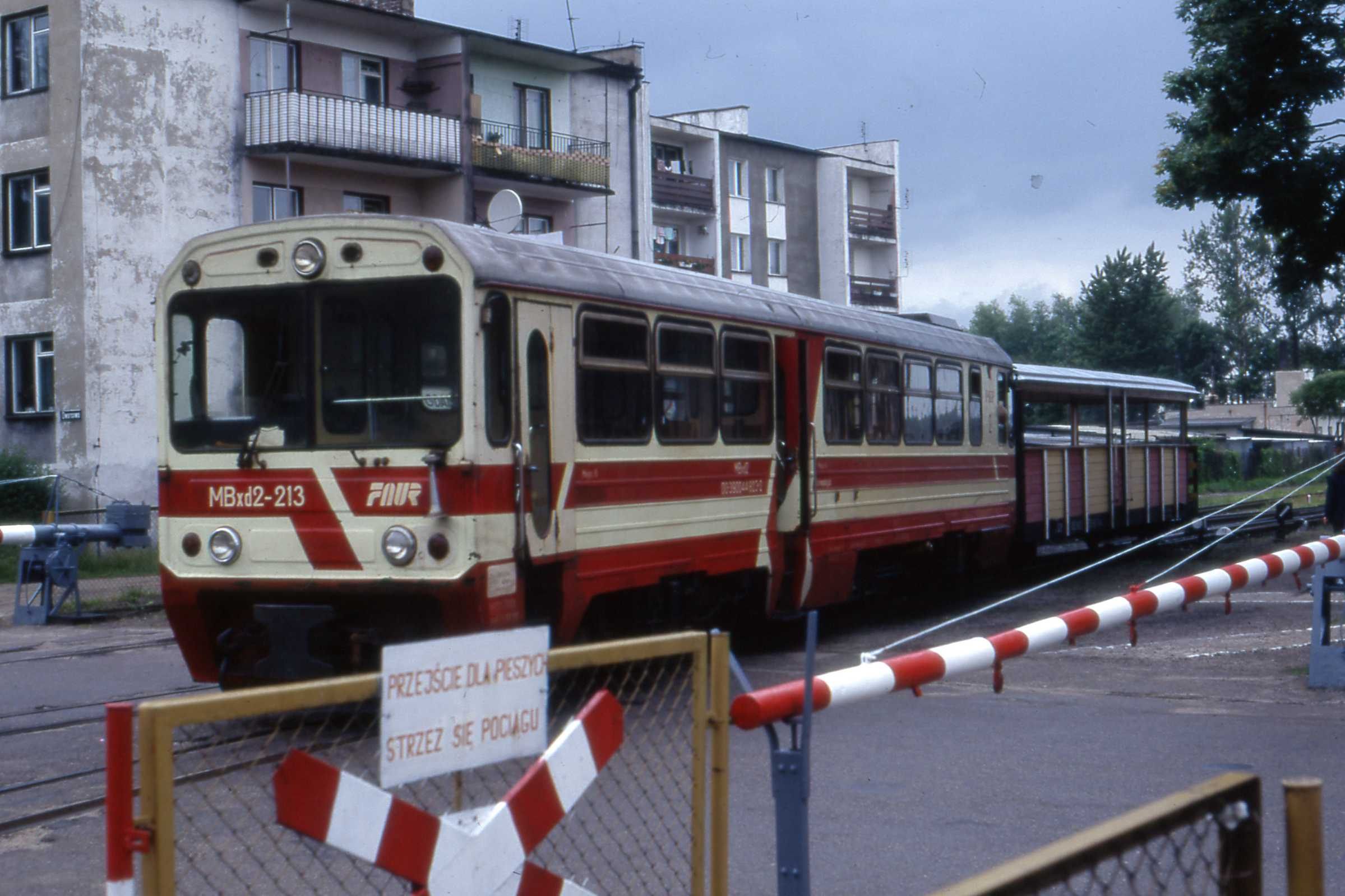
MBxd2-213 ŻKD wjeżdża do Nowego Dworu Gdańskiego.

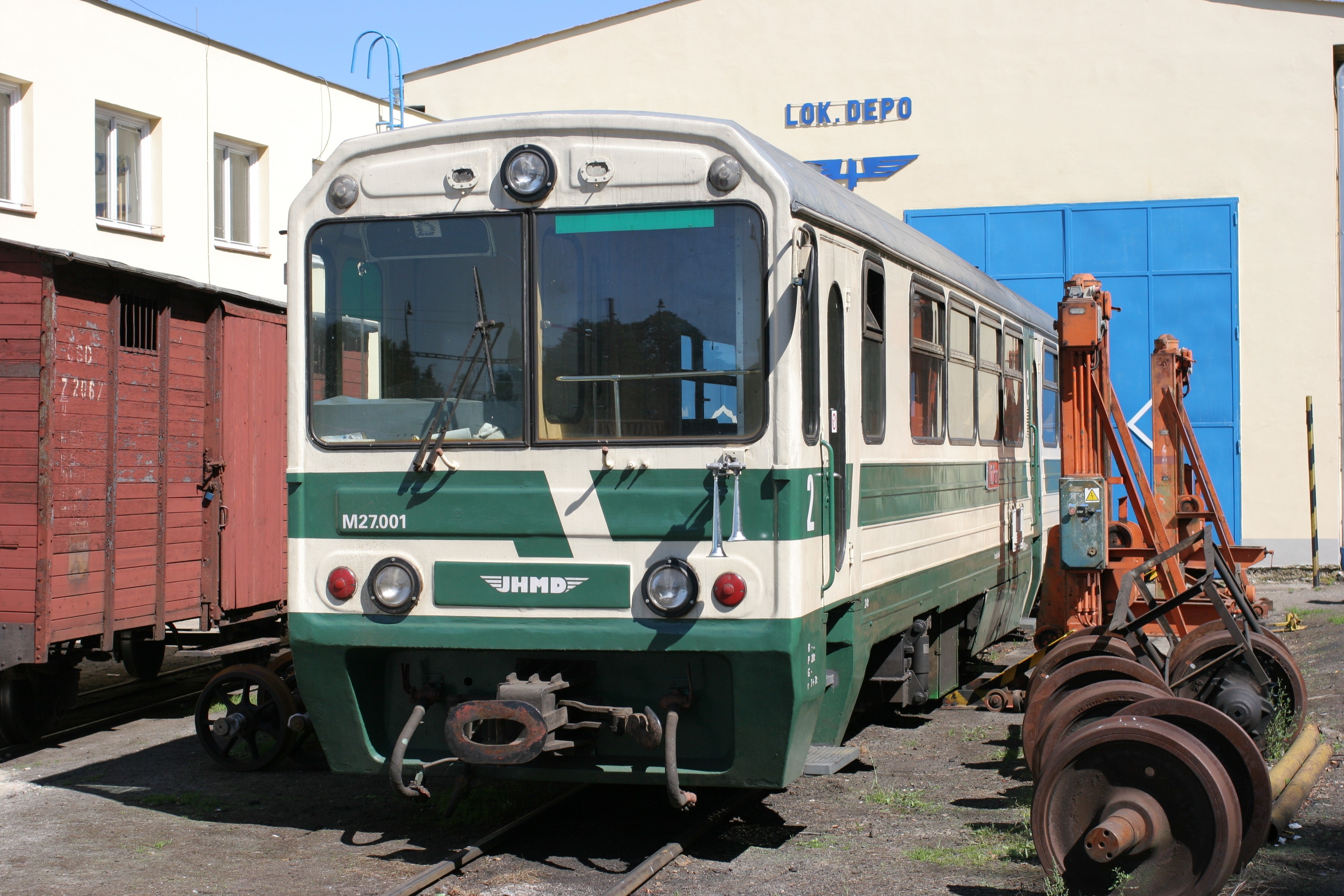
MBxd2 oznaczony jak M27.001 w malowaniu JHMD.

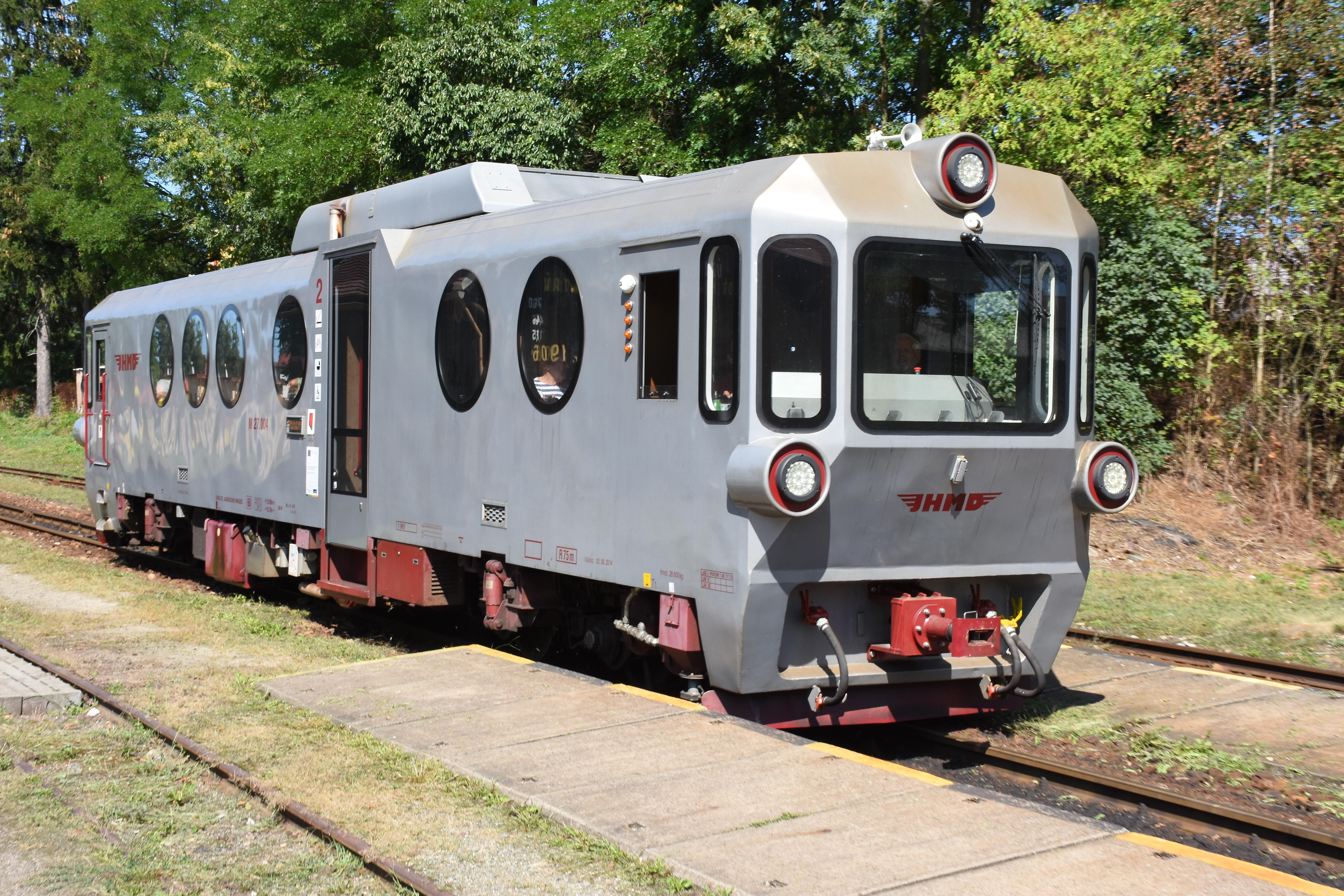
MBxd2, oznaczony jak 805.9, przebudowany przez firmę 4RAIL dla JHMD.

Najbardziej charakterystycznym malowaniem wagonów MBxd2 (jak również i doczepnych Bxhpi) było malowanie fabryczne w czerwone i kremowe pasy wraz z czerwonymi drzwiami. Na czołach wagonu pas środkowy posiadał V-kształtne załamanie pod kątem 45° w dół. W ciągu eksploatacji w WMD Śmigiel zastosowano uproszczony układ malowania – bez załamania czerwonego pasa na czole, w pojeździe MBxd2-222 zaś – zamiast koloru czerwonego zastosowano kolor zielony. Od 2002 roku na Ełckiej Kolei Wąskotorowej zamiast odcienia szarego / kości słoniowej zastosowano kolor żółty.

## Oznaczenie literowe
Wagon nosi oznaczenie typu A20D-P, które zostało nadane przez producenta ze względu na zasadnicze cechy projektu:
- A – Automotoare – z języka rumuńskiego: Wagon motorowy lub spalinowy zespół trakcyjny);
- 20 – liczba dziesiątek w wartości mocy silnika; tu w przybliżeniu 200 KM;
- D – napędzany silnikiem o zapłonie samoczynnym;
- -P – konstrukcja opracowana specjalnie na rynek polski.

Na PKP wagon zyskał oznaczenia literowo-cyfrowe serii MBxd2, oznaczające:
- M – wagon silnikowy (motorowy);
- B – 2. klasy;
- x – czteroosiowy;
- d – napędzany silnikiem o zapłonie samoczynnym;
- 2 – wyposażony w przekładnię hydromechaniczną.